# Modrásek černolemý
Modrásek černolemý (Plebejus argus) je druh denního motýla z čeledi modráskovitých (Lycaenidae). Rozpětí křídel motýla je 24 až 30 mm. Samci mají modrá křídla s tmavými širokými lemy. Samice jsou hnědé a na zadních, někdy i na předních křídlech mají oranžové příkrajní skvrny, které jsou více či méně výrazné.

## Výskyt

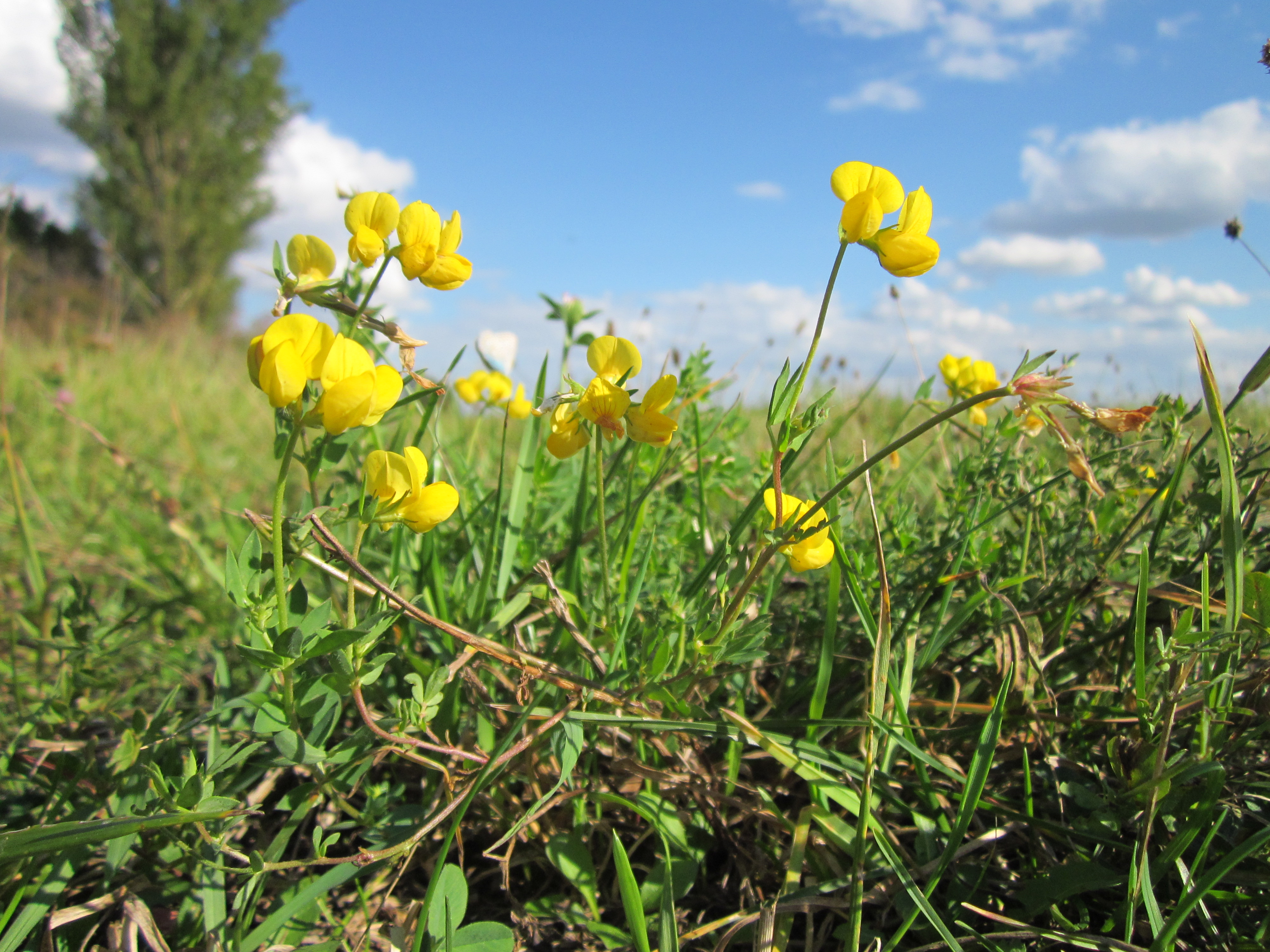
Hlavní živná rostlina

Motýl je rozšířený od Španělska přes celou Evropu (kromě nejsevernějších částí), Turecko a mírnou Asii až po Japonsko. V České republice, kde motýl obývá vhodné lokality od nížin do hor, byl v minulosti místy hojný. V současné době je to ustupující a stále vzácnější druh. Vyskytuje se v úvozech, na suchých loukách, pastvinách a vřesovištích. Též ho lze spatřit v kamenolomech, v hnědouhelných výsypkách (např. Mostecko, Sokolovsko) a na ruderálních plochách.

## Chování a vývoj
Hlavní živnou rostlinou modráska černolemého je štírovník růžkatý (Lotus corniculatus), dále pak čičorka pestrá (Securigera varia) a podkovka chocholatá (Hippocrepis comosa). Housenky některých populací přijímají i vřes obecný (Calluna vulgaris). Samička klade vajíčka jednotlivě na přízemní listy a stonky živných rostlin nebo i na okolní rostliny. Housenky, které žijí skrytě, se živí nejprve květy a mladými výhony. Později okusují i spodní listy. Modrásek černolemý je obligátně myrmekofilní druh. Housenky a kukly vyžadují péči mravenců rodu (Lasius), za kterou jim poskytují cukernatý sekret. Přezimuje vzrostlá housenka, která se kuklí v zemní komůrce v blízkosti mravenců. Motýl je dvougenerační (bivoltinní). Vyskytuje se od května do června a od července do srpna. Ve vyšších polohách a chladnějších oblastech je motýl jednogenerační (monovoltinní). Vyskytuje se od června do července.

## Ochrana a ohrožení
V České republice byl motýl rozšířený, místy hojný. V současné době (2024) však jeho početnost klesá a na řadě míst vymírá. Je ohrožován především zarůstáním vhodných lokalit.